# Вітоня (Польща)
Вітоня (пол. Witonia) — село в Польщі, у гміні Вітоня Ленчицького повіту Лодзинського воєводства.
Населення — 1064 особи (2011).
У 1975-1998 роках село належало до Плоцького воєводства.

## Демографія
Демографічна структура станом на 31 березня 2011 року:
|          | Загалом | Допрацездатний вік | Працездатний вік | Постпрацездатний вік |
| -------- | ------- | ------------------ | ---------------- | -------------------- |
| Чоловіки | 526     | 100                | 364              | 62                   |
| Жінки    | 538     | 82                 | 334              | 122                  |
| Разом    | 1064    | 182                | 698              | 184                  |